# Кваст (род)
Кваст (нем. Quast) — название старинного, изначально анхальтского дворянского рода с одноимённой прародиной близ Линдау (округ Анхальт-Биттерфельд), которое впервые появляется у Ульрикуса Кваста в 1315 году, откуда и начинается прямая родовая линия. Семья, вероятно, проживала в Марке Бранденбург с 14 века, что зарегистрировано не позднее 1419 года в замке Гарц в Пригнице.

## История

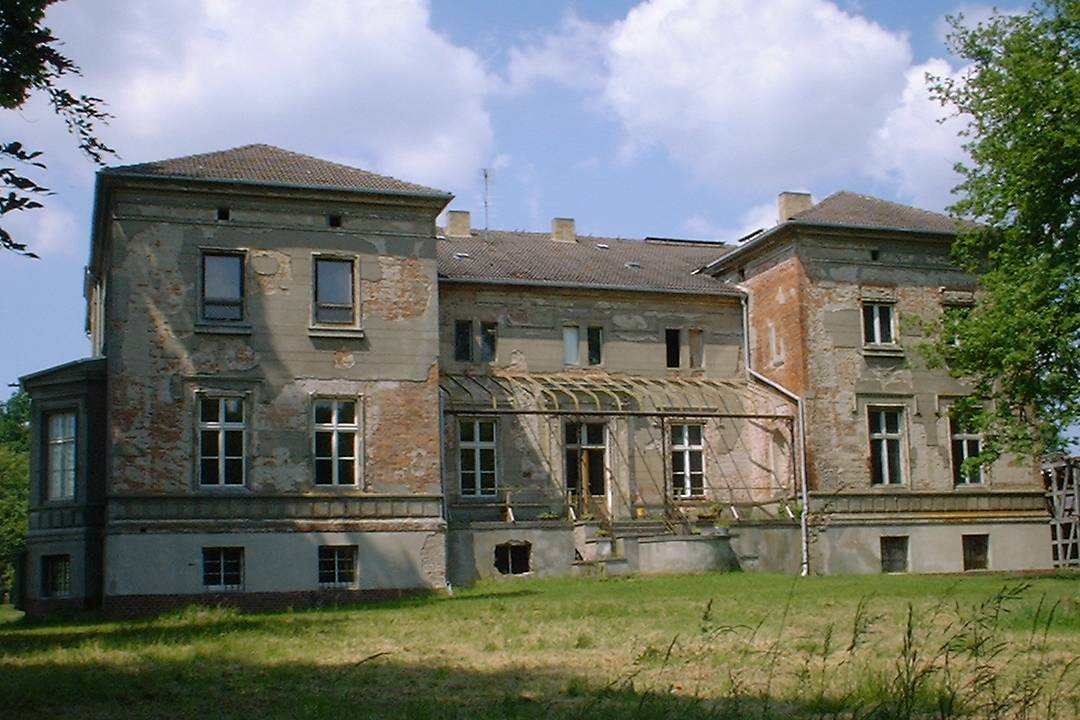
Особняк в Вихеле (Темницталь)

В Новопрусском Адельслексиконе можно прочитать, что род, принадлежавший Ураделю, «появился после изгнания венедов в Марке Бранденбургской, где они нашли, между прочим, рыцарские резиденции Леддина близ Нойштадта (Доссе), Процен около Фербеллина, замок Гарц, Вихель, Дамм и Кудов (все около Темницталя) обладали».
Сегодня род состоит из двух линий — линии Гарц с её прародителем Альбрехтом фон Квастом (упоминается около 1414 г.), разделенной на две ветви Гарц и Вихель, и линии Раденслебен (сегодня район Нойруппина), прародитель которой Хеннинг фон Кваст († 1609 г.).
Замок Гарц, вероятно, был построен вскоре после 1200 года, возможно, уже Квастом, впервые появившимся здесь в документах в 1419 году, а само место впервые упоминается в 1390 году. Его название происходит от славянского слова «гард» или «горд» для замка. Около 1700 года Квасты построили рядом с ним новый господский дом, который позже был перестроен в классическом стиле. Усадебный дом в соседнем Вичеле был построен в 19 веке. Оба имения были экспроприированы в 1945 году.
В 1435 году поместье Кляйнмахнов перешло от Квастов к Хейкам, которые владели им до 1945 года.

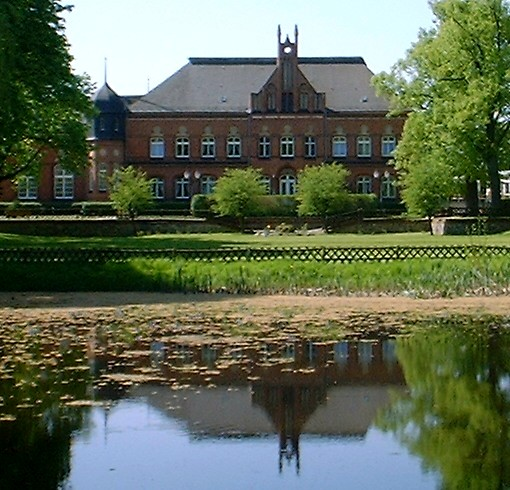
Особняк в Нойруппин-Раденслебен

В 1684 году капитан кавалерии Александр Людольф фон Кваст (администратор округа Руппинс с 1679 по 1693 год) получил феодальную кандидатуру на два рыцарских места в Раденслебене, которые перешли от семьи фон Беллинов к семье Кваст в 1701 году. Каменная церковь в Раденслебене, построенная в 13 веке, была перестроена Фердинандом фон Квастом (1807—1877). Мы должны благодарить искусствоведа и первого прусского государственного куратора за спасение многих памятников.

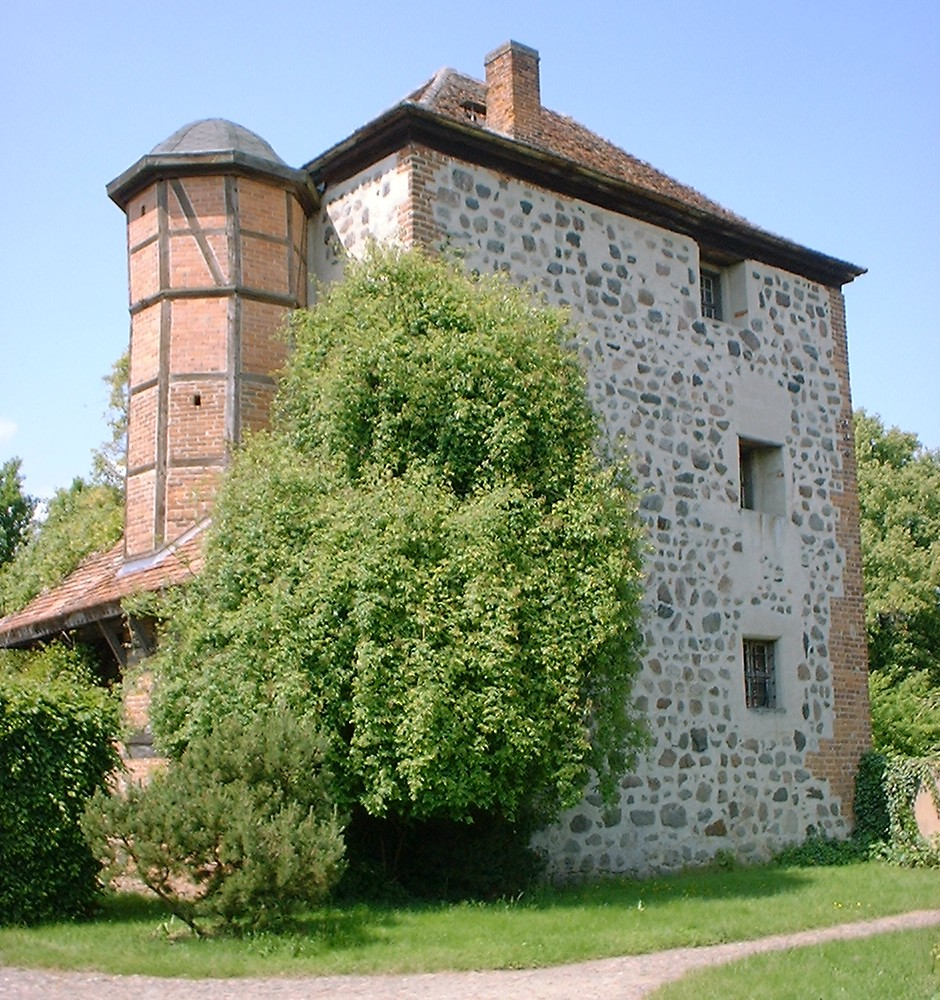
Средневековая жилая башня замка Гарц

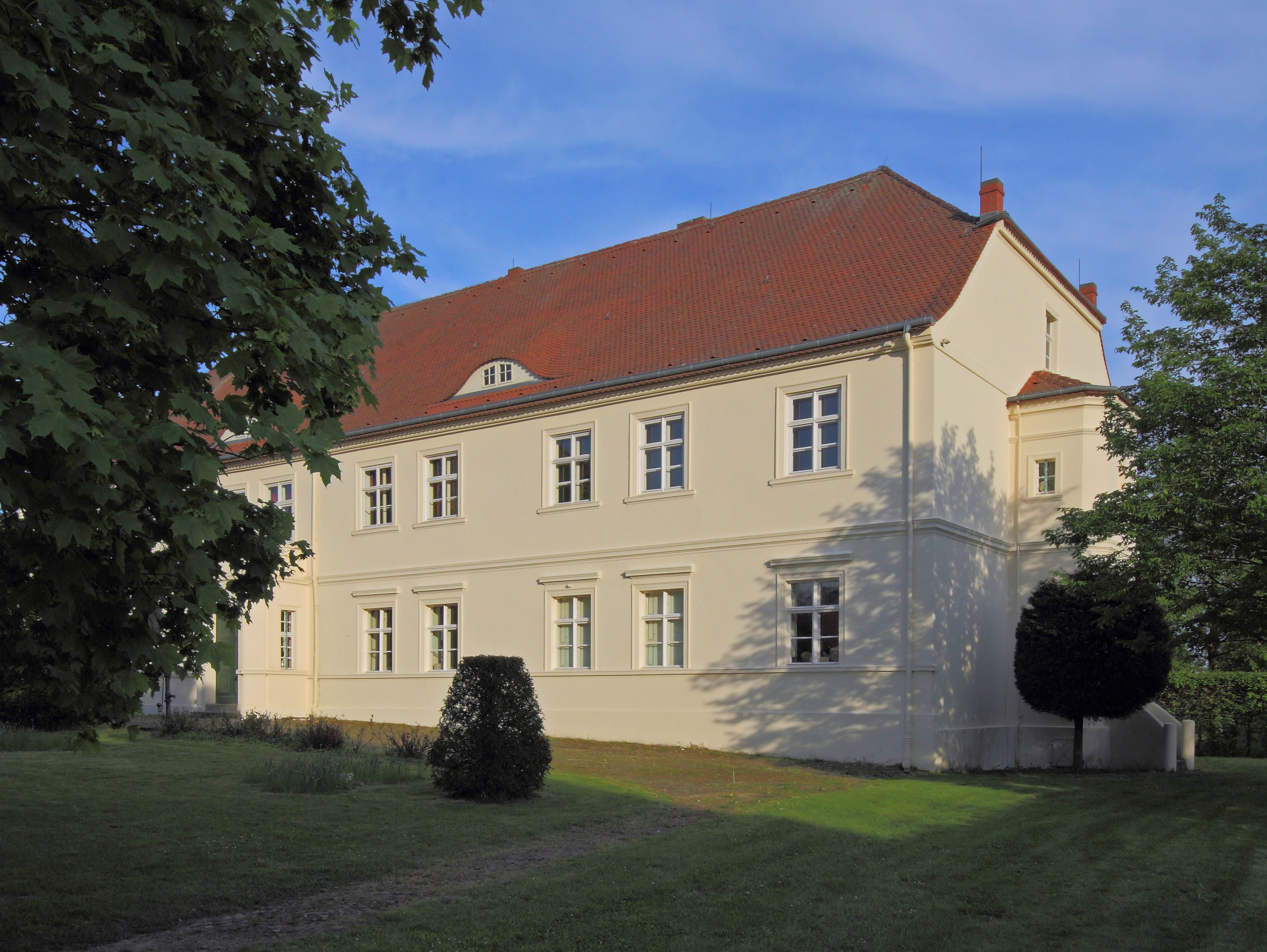
Особняк в Гарце (Темницталь)

## Герб
Пять золотых подсвечников синего цвета. На шлеме с голубыми и золотыми крышками вписано крыло, как на щите.

## Представители
- Альбрехт Кристоф фон Кваст (1613—1669), тайный военный советник Бранденбурга и полевой сержант.
- Леопольд фон Кваст (1765—1842), государственный юрист[1].
- Фердинанд фон Кваст (1807—1877), немецкий архитектор, историк искусства и первый прусский государственный куратор.
- Герман фон Кваст (1812—1888), на Гарце.
- Фердинанд фон Кваст (1850—1939); Генерал от инфантерии, главнокомандующий 6-й армией.
- Зигфрид фон Кваст-Раденслебен (1842—1887), немецкий владелец поместья и администратор.
- Ханс-Хеннинг фон Кваст (1885—1939), на Вихеле[2], почётный кавалер и канцлер[3] Ордена Святого Иоанна.

В результате усыновления и после изменения прав на имя появилось множество людей с именем «фон Кваст», которые не принадлежат к первоначальной дворянской семье.